# E10 (Ecuador)
De E10 of Transversal Fronteriza (Oost-westweg van de grens) is een primaire nationale weg in Ecuador. De weg loopt van San Lorenzo via Ibarra en Nueva Loja naar de Colombiaanse grens bij Puerto El Carmen en is 453 kilometer lang.
Het logo van de E10 is een jaguar.